# 若羅拔能
若羅拔能（？年—305年），西晉時期鮮卑禿髮部首領禿髮樹機能的支黨。

## 生平
咸寧四年（公元278年），馬隆上言說涼州刺史楊欣已經與羌人失和，必定會失敗。後楊欣果然被鮮卑若羅拔能於武威擊敗並被殺害。
永興二年（公元305年），若羅拔能侵襲涼州，張軌派司馬宋配討伐，最終斬殺若羅拔能，並俘據十多萬人，因而聲名大振。